# Office national de l'assainissement (Tunisie)
Pour les articles homonymes, voir Onas.
L'Office national de l'assainissement (ONAS) est une société tunisienne de droit public à caractère non administratif. Sa mission principale est d'assurer la gestion du secteur de l'assainissement.

## Missions
L'ONAS a pour principales missions la lutte contre les sources de pollution hydrique, la gestion, l'exploitation, l'entretien, le renouvellement et la construction de tout ouvrage destiné à l'assainissement des villes dont la prise en charge est fixée par décret, la promotion du secteur de distribution et de la vente des eaux traitées et des boues des stations d'épuration, la planification et la réalisation des projets d'assainissement et l'élaboration et la réalisation de projets intégrés portant sur le traitement des eaux usées et l'évacuation des eaux pluviales.